# Generalstabsarzt (Bundeswehr)
Generalstabsarzt (dobesedno nemško Generalštabnizdravnik; okrajšava: GenStArzt; kratica: GSA) je specialistični generalski čin za sanitetne častnike zdravniške oz. zobozdravniške izobrazbe v Heeru in Luftwaffe. Čin je enakovreden činu generalmajorja (Heer in Luftwaffe) in činu Admiralstabsarzta/kontraadmirala (Marine).
Nadrejen je činu Generalarzta in podrejen činu Generaloberstabsarzta. V sklopu Natovega STANAG 2116 spada v razred OF-7, medtem ko v zveznem plačilnem sistemu sodi v razred B7.
V okviru Bundeswehra imajo le trije sanitetni častniki ta čin, pri čemer zasedajo položaje: načelnik Vodstvenega štaba Sanitetne službe Bundeswehra, namestnik poveljnika Sanitetnega vodstvenega poveljstva in vodja Sanitetnega urada Bundeswehra.

## Oznaka čina
Oznaka čina je enaka oznaki čina generalmajorja, pri čemer imajo na vrh oznake dodane še oznake specializacije:
- zdravniki: Eskulapova palica (dvakrat ovita kača okoli palice);
- zobozdravnik: Eskulapova palica (enkrat ovita časa okoli palice).

Oznaka čina sanitetnega častnika Luftwaffe ima na dnu oznake še stiliziran par kril.
Galerija
- Naramenska epoletna oznaka